# Wiggler (sincrotró)
Un  wiggler és un dispositiu d'inserció d'un sincrotró. Es tracta d'una sèrie d'imants dissenyats per "desviar lateralment de forma periòdica" ('wiggle') un feix de partícules carregades (invariablement de tipus electró o positró) dins d'un anell d'emmagatzematge d'un sincrotró. Aquestes desviacions produeixen l'emissió de radiació de sincrotró de banda ampla molt semblant a la d'un imant de flexió, però la intensitat és major a causa de la contribució de la gran quantitat de dipols magnètics del wiggler.
Un wiggler té un espectre més ampli de radiació que un ondulador.
Normalment els imants en un wiggler es disposen en una matriu Halbach.

Diagrama esquemàtic d'un làser d'electrons lliures

El disseny es mostra més amunt es coneix generalment com un wiggler Halbach.

## Nota
1. ↑   J.C. Mallinson, "Els fluxos d'una sola cara - Una curiositat magnètica?", IEEE Transactions on Magnetics  ,   9, 678-682, 1973